# Georg Krausch

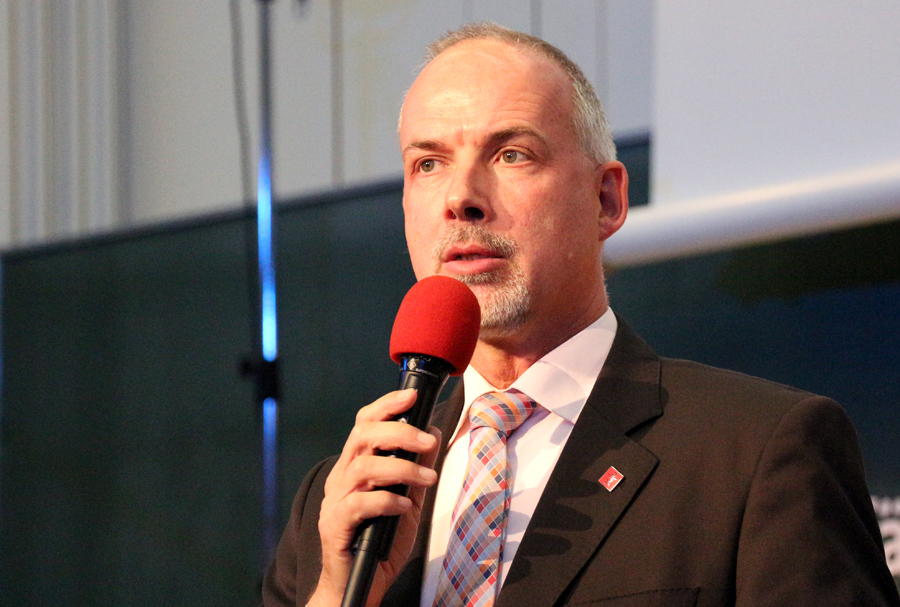
Georg Krausch (2015)

Georg Krausch (* 23. Juli 1961 in Offenbach am Main) ist ein deutscher Physiker und Hochschullehrer. Seit 2007 ist er Präsident der Johannes Gutenberg-Universität Mainz.

## Biografie
Er studierte von 1982 bis 1988 an der Universität Konstanz Physik. Nach seiner Promotion in experimenteller Physik im Jahr 1992 in der Gruppe um Günter Schatz, in der erstmals die Methode der Gestörten γγ-Winkelkorrelation (PAC) zur Untersuchung von Halbleiteroberflächen erfolgreich zur Anwendung kam, wechselte er für ein Jahr in die Gruppe um Edward J. Kramer an das Department for Materials Science and Engineering der Cornell University in Ithaca, NY. Dort begann er Untersuchungen an dünnen Polymerfilmen und Polymeroberflächen. Im Jahr 1995 habilitierte er sich in der Gruppe um Jürgen Mlynek an der Universität Konstanz in experimenteller Physik und wurde 1996 Professor für Physikalische Chemie an der Ludwig-Maximilians-Universität München. Krausch verbrachte mehrere Forschungsaufenthalte am Weizmann Institute of Science (Rehovot, Israel) und am Brookhaven National Laboratory (Brookhaven, USA). 1998 wechselte er an die Universität Bayreuth, wo er einen Lehrstuhl für Physikalische Chemie innehatte. Von 2003 bis 2007 war er Vizepräsident für Forschung und wissenschaftlichen Nachwuchs der Universität Bayreuth.
Seit 2007 ist Georg Krausch Präsident der Johannes Gutenberg-Universität Mainz. Am 12. Januar 2024 wählte der Senat der Johannes Gutenberg-Universität  Krausch vorzeitig für eine vierte Amtszeit vom 1. April 2025 bis zum 31. März 2031. Von September 2020 bis November 2023 war Georg Krausch Vorsitzender des Universitätsverbundes German U15. Von Juli 2021 bis März 2023 war er Landeskoordinator für Biotechnologie der rheinland-pfälzischen Landesregierung. Seit Dezember 2023 ist er Vizepräsident der Hochschulrektorenkonferenz (HRK) für den Bereich Forschung und wissenschaftliche Karrierewege.
Krausch ist Mitglied der Deutschen Physikalischen Gesellschaft, deren Fachverband Chemische Physik und Polymerphysik er von 2005 bis 2007 leitete. Von 2002 bis 2018 war er Mitherausgeber der internationalen Fachzeitschrift Polymer.

## Wissenschaftliche Arbeit
Forschungsschwerpunkte von Krausch liegen im Bereich Physikalische Chemie, Polymerphysik, Dünne Schichten und Nanotechnologie. So untersuchte er zum Beispiel die Benetzung lateral strukturierter Polymeroberflächen oder die Dynamik der Entnetzung an Polymer-Polymer-Grenzflächen, außerdem die Diffusion einzelner Moleküle in komplexen Polymersystemen und schaltbare Nanomembranen aus stimuli-responsiven Blockcopolymeren. Krausch publizierte (Stand 2023) 176 wissenschaftliche Artikel, die im Science Citation Index gelistet sind. Die Arbeiten wurden mehr als 11.000 Mal zitiert, der h-Index beträgt 60.

## Auszeichnungen und Ehrungen
2008 wurde er von der American Physical Society (APS) in Anerkennung seiner wissenschaftlichen Leistungen als Fellow aufgenommen. Seit 2013 ist Krausch Mitglied der Deutschen Akademie der Technikwissenschaften (acatech) und seit 2020 Mitglied der naturwissenschaftlichen Klasse der Europäischen Akademie der Wissenschaften und Künste (Salzburg). 2014 wurde ihm die Leibniz-Medaille der Akademie der Wissenschaften und der Literatur Mainz zugesprochen. Im Januar 2025 wurde er mit dem Mainzer Ranzengardisten geehrt, als „Kämpfer und Brückenbauer für die Johannes-Gutenberg-Universität als Wissenschaftszentrum für Mainz, Rheinland-Pfalz und weit darüber hinaus“.

## Publikationen (Auswahl)
- PAC-Experimente an Halbleiter-Oberflächen und Metall/Halbleiter-Grenzflächen, Universität Konstanz 1991 (Dissertation).
- Georg Krausch, Chi-An Dai, Edward J. Kramer, Frank S. Bates: Real space observation of dynamic scaling in a critical polymer mixture. In: Physical Review Letters. Band 71, Nr. 22, 29. November 1993, S. 3669–3672, doi:10.1103/PhysRevLett.71.3669.
- Georg Krausch: Surface induced self assembly in thin polymer films. In: Materials Science and Engineering: R: Reports. Band 14, Nr. 1, 1. März 1995, ISSN 0927-796X, S. v–94, doi:10.1016/0927-796X(94)00173-1.
- G. Krausch, R. Magerle: Nanostructured Thin Films via Self-Assembly of Block Copolymers. In: Advanced Materials. Band 14, Nr. 21, 2002, ISSN 1521-4095, S. 1579–1583, doi:10.1002/1521-4095(20021104)14:21<1579::AID-ADMA1579>3.0.CO;2-6.
- Volker Altstädt, Georg Krausch: Special issue – Polymer foams. In: Polymer (= Polymer Foams). Band 56, 15. Januar 2015, ISSN 0032-3861, S. 3–4, doi:10.1016/j.polymer.2014.11.001.
- Georg Krausch (Hrsg.): 75 Jahre Johannes Gutenberg-Universität Mainz: Universität in der demokratischen Gesellschaft. Schnell & Steiner, Regensburg 2021, ISBN 978-3-7954-3453-3.